# Mathias Vosté
Mathias Vosté (ur. 20 maja 1994 w Brugii) – belgijski łyżwiarz szybki rywalizujący zarówno na torach długich, jak i krótkich, wrotkarz szybki, olimpijczyk z Pjongczangu 2018 i z Pekinu 2022, wicemistrz świata.
Studiował elektrotechnikę. Mieszka w Nijeholtwolde, w Holandii.

## Kariera
Short track rozpoczął uprawiać w wieku 6 lat. Dwukrotnie wziął udział w mistrzostwach świata w tej dyscyplinie, w 2013 i w 2015, nie zdobywając żadnych medali.
W 2014 postanowił przejść na długi tor, zachęcony włączeniem biegu masowego do programu igrzysk olimpijskich od 2018. W tej dyscyplinie dwukrotnie uzyskał kwalifikacje olimpijską (w 2018 i w 2022).
Uprawia także wrotkarstwo szybkie, którego jest drużynowym mistrzem Europy i indywidualnym wicemistrzem Europy z 2017.

## Wyniki (łyżwiarstwo szybkie)

### Igrzyska olimpijskie
- Pjongczang 2018
  - 500 m – 32. miejsce
  - 1000 m – 35. miejsce
  - 1500 m – 23. miejsce
- Pekin 2022
  - 1000 m – 27. miejsce
  - 1500 m – 29. miejsce

### Mistrzostwa świata na dystansach
- Kołomna 2016
  - 1000 m - 24. miejsce
  - bieg masowy - 18. miejsce
- Inzell 2019
  - 1000 m - 15. miejsce
  - 1500 m - 15. miejsce
- Salt Lake City 2020
  - 1500 m - 19. miejsce
- Heerenveen 2021
  - 1000 m - 18. miejsce
  - 1500 m - 23. miejsce

### Mistrzostwa świata w wieloboju sprinterskim
- Heerenveen 2019
  - sprint - 17. miejsce
- Hamar 2020
  - sprint - 11. miejsce

### Mistrzostwa Europy
- Kołomna 2018
  - 500 m - 12. miejsce
  - 1000 m - 11. miejsce
  - bieg masowy - 6. miejsce
- Heerenveen 2020
  - 500 m - 10. miejsce
  - 1000 m - 10. miejsce
  - 1500 m - 9. miejsce
- Heerenveen 2021
  - sprint - 8. miejsce